# مص القضيب
مَصُّ القَضِيب أو لَعْقُ القضيب هو جنس فمَوي ينطوي على إقحامِ القضيب في الفم، وهذه المُمارسة؛ تُحفّز كيس الصفن فتُفضي إلى الشعور بالنشوة.
للِّسان أثر مهم في هذه العملية؛ إذ يُثير كلا الطرفين، وقد يصل بأحدِهما أو بالاثنينِ معًا إلى ما يُعرَف بهزَّة الجِماع. وقد تدخلُ هذه الممارسة في إطارِ المداعبة، أي بالأنشطة الجنسية التي تسبقُ الجِماع؛ كما قد تدخلُ ضمنَ الحميمية الجسدية، وهي في هذا كتبادل القُبل الفمَوية وما إلى ذلك. ومثل معظم أشكال النشاط الجنسي؛ فإن الجنس من طريق الفم قد يسبِّبُ نقلَ الأمراض المنقولة جنسيًّا، ولا سيَّما فيروس نقص المناعة البشرية.
لا سياسات بخصوص مصِّ القضيب، ومعظم البلدان لا تحظرُ هذهِ الممارسة، لكنَّ بعض الثقافات تَعُدُّ هذهِ الأنواعَ من الممارسات والأنشطة الجنسية محرَّمات أو مكروهات لا يجوزُ ممارستها.

## الممارسة

### الحالة العامة
كما وردَ من قبل فإنّ اللّسان يتسبّبَ في إثارة جنسية مُتبادَلة مما يُمكّنهما من الوصول للنشوة المرجوة حيثُ يقذفُ سائلهُ المنوي خِلال المص فيما قد يُطلق المهبل سوائله كتعبيرٍ عن استعدادهِ للجماع. تُحاكي هذهِ الممارسة الجنس المهبلي حيث يندفعُ القضيب داخل الفم مولدًا احتكاكًا مثيرًا للطرفين كما قد يُعتَمد على زيوت التشحيم من أجلِ تسهيل الانزلاق وزيادة الاحتكاك فضلًا عن حرص المرأة على عدم عض القضيب أو خدشهِ بأسنانها. تزدادُ شهوة الطرفين كلما تأخّرَا في الوصول للنشوة حيثُ تمص بعض النساء مثلًا القضيب وتلعقنه إلى جانبِ إغراقهِ بالقُبلات من أجلِ مزيدٍ منَ الإثارة؛ هذا بالإضافة إلى تحفيزِ كيس الصفن باليدِ أو من خلالِ إقحام الخصيتانِ داخل الفم.
قد يواجهُ البعض مشكلات عدّة في هذهِ الممارسة خصوصًا الذينَ يُعانونَ من الحساسيّة على مستوى المناطق التناسليّة أو للذين يُعانون ممّا يُعرف برد الفعل البلعومي. معروفٌ أنّ هذهِ الممارسة مثيرة للرجل والمرأة معًا لكنّها غالبًا ما تكونُ أكثر إثارة بالنسبة للذكر كونها تستهدفُ عضوه الجنسي مُباشرة فيما قد تشعرُ المرأة بالارتياح خلال ذلك.
حظيت هذه الممارسة بشهرة كبيرة نوعًا ما لما لها من إيجابيات فبالإضافة للمُتعة والنشوة فهي بديل للزوجين اللذان يُعانيانِ من صعوبة في الجماع المهبلي لسببٍ من الأسباب كما تُعتبر بديل لهما خِلال فترة الحيض؛

### حالات أخرى
هناك حالات أخرى غير الحالة العامّة فيما يتعلقُ بمصّ القضيب مثلَ إقحامهِ بالكامل في جوف الفم خِلال انتصابه. شاعت هذهِ التقنيّة في عام 1972 خِلال فترة ظهور الأفلام الإباحية وعادةً ما تصلُ بالذكر لقمّة النشوة في ظل حركة قضيبه الأفقيّة والسريعة في نفسِ الوقت. في المُقابل؛ يُعدّ هذا الوضعُ صَعبًا نوعًا ما نظرا لرد الفعل البلعومي خِلال ملامسة الحنك الرخو. بشكلٍ عام فإنّ احتماليّة تطبيق هذه الوضعية تختلفُ من فردٍ لآخر على عكسِ الحالة العامّة التي يُمكن للكل ممارستها دون صعوبة أو عراقيل.

## الجوانب الصحية

### الأمراض المنقولة جنسيًّا
قد يتسبّب الجِنس الفموي في انتقالِ عددٍ من الفيروسات أو الأمراض المنقولة جنسيًا بما في ذلك داء المتدثرات، السيلان، فيروس الهربس البسيط وَالتهاب الكبد. ليسَ هذا فقط بل قد تتسببُ هذهِ الممارسة في نقلِ فيروس نقص المناعة البشرية وهو الفيروس الذي يسبب الإيدز في حالة ما كانَ أحدُهما مصابٌ به.
تزدادُ مخاطر الإصابة بالأمراض المنقولة جنسيًا في حالة ما كان الرجل يُعاني من جروح على مستوى عضوهِ التناسلي كما تزدادُ هذهِ المخاطر إذا كانت المرأة مصابة بجروح أو قروحٍ في فمها أو تُعانِي من نزف اللثة. وبالمثل فإنّ تفريش الأسنان قبل مصّ القضيب أمر غير مطلوب باعتبارِ أنّ فرشاة الأسنان قد تتسبب في خدوش صغيرة على مستوى بطانة الفم. هذه الجروح؛ وحتى إن كانت مجهرية ولا تظهرُ بالعينِ المجرّدة فإنها تزيدُ من فرصة الإصابة الأمراض التي يمكن أن تنتقل عن طريق الفم. مثل هذا الاتصال يمكن أن يؤدي أيضا إلى انتشار البكتيريا والفيروسات التي تتجمعُ أحيانًا على مستوى المناطق التناسلية. بسبب العوامل المذكورة آنفا؛ فينصحُ الأطباء باستخدام الواقي الذكري أو غيره من العوازل الطبيّة عندَ ممارسة الجنس الفموي لضمان الحماية القصوى والمثاليّة.

### سرطان الفم
قد يتسبّبُ الجنس الفموي أيضًا في سرطان الفم الذي ينشرهُ فيروس الورم الحليمي البشري. في عام 2005 وحسبَ ما توصلت لهُ عددٌ من البحوث والدراسات، فإنّ الشخص المُصاب بفيروسات بما في ذلك فيروس الورم الحليمي البشري قد ينقلُه لشخصٍ سليم في حالة ما مارس معهُ الجنس الفموي. وفي دراسة أخرى أجريت عام 2007؛ وُجدَ أنّ بين الجنس عن طريق الفم وسرطان الرأس والعنق علاقة ويُعتقد أن هذا يرجع إلى انتقال فيروس الورم الحليمي البشري وهو الفيروس المسؤول كذلك عن سرطانات عنق الرحم. خلصت الدراسة إلى أنّ نسبة الإصابة بهذا المرض مرتفعة في صفوف الذين يُمارسون الجنس الفموي فيما تبقى النسبة منخفضةً نوعًا ما في صفوف الذين لا يُمارسونه.

### الحمل وشُرب المني
لا يُؤدي الجنس الفموي أو مصّ القَضيب إلى الحمل كما أن تناول أو شُرب الحيوانات المنوية لن يوصلها للرحم أو قناة فالوب لتخصيب البويضة غير المخصبة، وعلى كلّ حال فإنّ أحماضًا في المعدة على غِرار الأنزيمات الهاضمة في الجهاز الهضمي تقتلُ تلكَ الحيوانات المنوية في وقتٍ لاحق. لاحظ بعض العلماء أنّ مضاعفات ما قبل الإرجاج تحدث بنسبة أقل في صفوف النساء اللاتي دخلنَ في ممارسة جنسية عن طريق الفم دون شُرب المني مُقارنة باللواتي دخلنَ فيها مع ابتلاع المني. في حقيقة الأمر؛ يحتوي السائل المنوي على عامل النمو المحول بيتا 1 الذي لا يُشكّل أي خطرٍ على جسدِ الأنثى حسب ما توصلت إليه البحوث في علم المناعة، بل له فوائدُ إيجابية أخرى منها المُساعدة على تكاثر الخلايا.

## الآراء الثقافية

### ابتلاع السائل المنوي
في أواخر عام 1976؛ كان بعض الأطباء ينصحون المرأة الحامل في شهرها الثامن أو التاسع بِعدم ابتلاع السائل المنوي خشية تحفيز الولادة المبكرة، مع أنه لم يؤكد أي مصدر علمي ذلك.
إن للسائل المنوي أهمية مركزية في بعض الثقافات في مُختلف أنحاء العالم بل إنّ بعضَ المناطق جنوب القارة الإفريقيّة تُرغم الأطفال والشباب على شربِ السائل المنوي لاعتقادات مُختلفة ومتفاوِتة. في بابوا غينيا الجديدة على سبيل المثال؛ يشرب الذكور ابتداء من سن السابعة السائل المنوي بانتظام لتحقيق «النضج الجنسي والرجولة» وبمجرد ما يصلُ سنّ البلوغ يتبرَّع الشاب نفسه بسائله المنويّ للمراهقين الأصغر منه.

## المشروعية

### حسبَ القانون
لا تحظرُ أيّ دولة في العالم هذا النوع من الممارسة وفي نفسِ الوقت تُعاقب كل من مارسهُ خارج نطاق الزواج، بل قد يُعد اغتصابًا في بعضِ المحاكم. في المُقابل؛ تنصّ قوانين الدولة الماليزية أنّ «اللعق» غير قانوني وبالرغمِ من ذلك فنادرًا ما يُطبق هذا القانون إلّا أن المادة 377 من قانون العقوبات الماليزي تنصّ وبوضوحٍ على أن إدخال القضيب في فتحة الشرج أو الفم قد يُعتبر «ممارسة جنسية غير طبيعيّة» وقد تصلُ عقوبتها للسجن 20 عامًا كحد أقصى.

### حسب الدين الإسلامي
يحظرُ الإسلام صراحة وبوضوح ممارسة الجنس الشرجي، كما يُحرِّم جماع الزوج لزوجته في دورتها الشهرية؛ لكنّه لا يفعلُ المثل مع الجنس الفموي إذ لم يرد أي نص صريح في القرآن أو السنة النبوية ينص بوضوح على تحريمها ويبقى الأمر موضوعَ خِلافٍ بين علماء الحديث، فمنهم من يرى أنه غير مقبول بسبب «نجاسة القضيب» في إشارة للسوائل التي يُفرزها وعلى رأسها البول،  فيما يرى البعض الآخر أنه مُباح بدليل عدم وجود أيّ نص يحظرُ هذهِ الممارسة مستعينين في ذلك بالآية رقم 223 من سورة البقرة والتي تقول ﴿نِسَاؤُكُمْ حَرْثٌ لَكُمْ فَأْتُوا حَرْثَكُمْ أَنَّى شِئْتُمْ وَقَدِّمُوا لِأَنْفُسِكُمْ وَاتَّقُوا اللَّهَ وَاعْلَمُوا أَنَّكُمْ مُلَاقُوهُ وَبَشِّرِ الْمُؤْمِنِينَ ۝٢٢٣﴾ [البقرة:223].

## عندَ الحيوانات
لاحظَ الباحثون ممارسة الجنس عن طريق الفم من قِبل الثعالب الطائرة؛ كما أنّ ذكر الثعلب الطائر الهندي يلعقُ فرج الأنثى قبل أو بعد الجماع أو حتى في وسطهِ حسب الظروف وحسب المدة. نفس الأمر لدى خفافيش الفاكهة التي لوحظَ ممارستها للجنس الفموي أثناء التزاوج.